# Naturfreundehaus am Klippitztörl

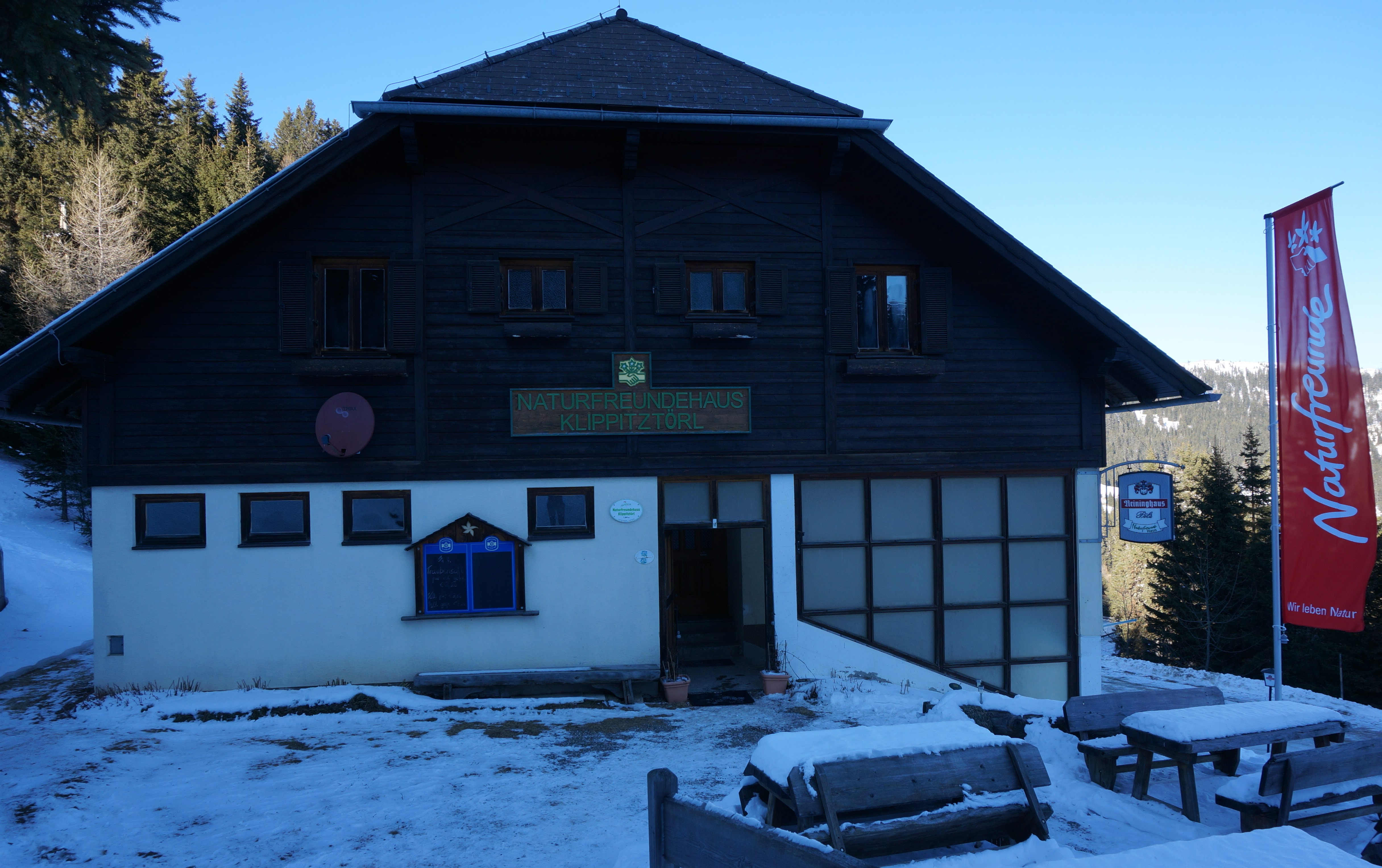
Klippitztörlhaus

Das Naturfreundehaus am Klippitztörl, kurz Klippitztörlhaus oder Klippitztörlhütte, ist ein Schutzhaus und Berghotel der Naturfreunde-Ortsgruppe Wolfsberg. Es liegt auf der Passhöhe des Klippitztörls auf Wolfsberger Seite, ca. 1700 m vom Schidorf entfernt und wird als eigene Ortslage in der Gemeinde geführt.

## Zustieg
Das Schutzhaus ist über die Klippitztörl Straße (L91) mit Fahrzeugen erreichbar. Zu Fuß ist die Hütte vom Görtschitztal bei Lölling in zwei Stunden erreichbar und vom Lavanttal bei Wiesenau (Gemeinde Bad St. Leonhard) in vier Stunden.

## Tourenziele
Die Hütte liegt am Übergang von der Saualm zu den Seetaler Alpen. Der Zirbitzkogel (2396 m ü. A.) kann in 8 Stunden erreicht werden und der Gertrusk (2044 m ü. A.) in vier Stunden. Hausberge sind der Hohenwart (1880 m ü. A., 1½ h) und der Geierkogel (1917 m ü. A.)
Über das Klippitztörl verlaufen Weitwanderwege wie der Eisenwurzenweg und der Panoramaweg Südalpen.
Die Schilifte und Loipen beim Schidorf sind fußläufig erreichbar.

## Nachbarhütten
- Wolfsberger Hütte (ÖAV Wolfsberg)
- Köhlerhütte (ÖAV Gratkorn/Gratwein)
- Zirbitzkogelhaus (ÖTK)